# Ubiquitous computing
Ubiquitous computing, ibland förkortat "ubicomp", på svenska ubik datateknik eller ubika datortjänster, är ett begrepp inom mjukvara och datavetenskap där datorer är gjorda för att dyka upp när som helst och överallt. I motsats till skrivbordsdator kan ubiquitous computing uppstå via vilken enhet, på vilken plats och i vilket format som helst. En användare interagerar med datorn, som kan existera i många olika former, däribland bärbara datorer, surfplattor och terminaler i vardagliga föremål, såsom ett kylskåp eller ett par glasögon. Den underliggande tekniken för att stödja ubiquitous computing inkluderar Internet och sakernas Internet avancerad middleware, operativsystem, mobil kod, sensorer, processorer, nya I/O och användargränssnitt, datornätverk, mobila protokoll, plats och positionering samt nya material.